# Liste des conseillers départementaux de l'Essonne
Pour un article plus général, voir Conseil départemental de l'Essonne.
Cet article présente la composition du Conseil départemental de l'Essonne ainsi que ses élus depuis les élections départementales de 2021 dans l'Essonne. 
Pour les élus des mandatures précédentes, voir la liste des conseillers généraux de l'Essonne (2008-2015) et la  liste des conseillers départementaux de l'Essonne (2015-2021).

## Liste des conseillers départementaux
| Canton d'Arpajon                    | Dominique Bougraud          |  | UDI   | Maire de Lardy                                                                       |  |
| Canton d'Arpajon                    | Alexandre Touzet            |  | SE    | Maire de Saint-Yon                                                                   |  |
| Canton d'Athis-Mons                 | Marion Beillard             |  | DVG   |                                                                                      |  |
| Canton d'Athis-Mons                 | Jean-Jacques Grousseau      |  | PS    | Maire d'Athis-Mons                                                                   |  |
| Canton de Brétigny-sur-Orge         | Sophie Rigault              |  | LR    | Maire de Saint-Michel-sur-Orge                                                       |  |
| Canton de Brétigny-sur-Orge         | Nicolas Méary               |  | HOR   | Maire de Brétigny-sur-Orge                                                           |  |
| Canton de Corbeil-Essonnes          | Fadila Chourfi              |  | EÉLV  | Maire-adjointe de Corbeil-Essonnes                                                   |  |
| Canton de Corbeil-Essonnes          | Alexandre Maquestiau        |  | DVG   |                                                                                      |  |
| Canton de Dourdan                   | Dany Boyer                  |  | DVD   | Maire d'Angervilliers                                                                |  |
| Canton de Dourdan                   | Paolo de Carvalho           |  | RE    | Maire de Dourdan                                                                     |  |
| Canton de Draveil                   | Anne-Marie Jourdanneau-Fort |  | SE    | Maire-adjointe de Draveil                                                            |  |
| Canton de Draveil                   | Yann Pétel                  |  | LR    | Maire de Saint-Germain-lès-Corbeil                                                   |  |
| Canton d'Épinay-sous-Sénart         | Annick Dischbein            |  | PS    | Conseillère municipale de Saint-Pierre-du-Perray                                     |  |
| Canton d'Épinay-sous-Sénart         | Damien Allouch              |  | PS    | Maire d'Épinay-sous-Sénart                                                           |  |
| Canton d'Étampes                    | Marie-Claire Chambaret      |  | SE    | Maire de Cerny                                                                       |  |
| Canton d'Étampes                    | Guy Crosnier                |  | LR    | Maire de La Forêt-Sainte-Croix                                                       |  |
| Canton d'Évry-Courcouronnes         | Cendrine Chaumont           |  | DVD   | Maire-adjointe d'Évry-Courcouronnes                                                  |  |
| Canton d'Évry-Courcouronnes         | Pascal Chatagnon            |  | SE    | Maire-adjoint d'Évry-Courcouronnes                                                   |  |
| Canton de Gif-sur-Yvette            | Laure Darcos                |  | LR    | Sénatrice de l'Essonne                                                               |  |
| Canton de Gif-sur-Yvette            | Michel Bournat              |  | LR    | Maire de Gif-sur-Yvette                                                              |  |
| Canton de Longjumeau                | Sandrine Gelot-Rateau       |  | LR    | Maire de Longjumeau                                                                  |  |
| Canton de Longjumeau                | Stéphane Bazile             |  | LR    | Maire de Saulx-les-Chartreux                                                         |  |
| Canton de Massy                     | Martine Cinosi Girard       |  | DVD   | Conseillère municipale d’opposition à Chilly-Mazarin                                 |  |
| Canton de Massy                     | Nicolas Samsoen             |  | UDI   | Maire de Massy                                                                       |  |
| Canton de Mennecy                   | Anne Pioffet                |  | LR    | Maire adjointe de Mennecy                                                            |  |
| Canton de Mennecy                   | Patrick Imbert              |  | LR    | Président de la CC du Val d'Essonne, Conseiller municipal de Ballancourt-sur-Essonne |  |
| Canton de Palaiseau                 | Anne Launay                 |  | EÉLV  | Conseillère municipale d'Igny                                                        |  |
| Canton de Palaiseau                 | David Ros                   |  | PS    | Maire d'Orsay                                                                        |  |
| Canton de Ris-Orangis               | Tiphaine Valdeyron          |  | PCF   | Conseillère municipale de Fleury-Mérogis                                             |  |
| Canton de Ris-Orangis               | Stéphane Raffalli           |  | PS    | Maire de Ris-Orangis                                                                 |  |
| Canton de Sainte-Geneviève-des-Bois | Marie-Claire Arasa          |  | PCF   | Conseillère municipale de Morsang-sur-Orge                                           |  |
| Canton de Sainte-Geneviève-des-Bois | Frédéric Petitta            |  | DVG   | Maire de Sainte-Geneviève-des-Bois                                                   |  |
| Canton de Savigny-sur-Orge          | Brigitte Vermillet          |  | LR    | Maire de Morangis                                                                    |  |
| Canton de Savigny-sur-Orge          | Alexis Teillet              |  | LR    | Maire de Savigny-sur-Orge                                                            |  |
| Canton des Ulis                     | Latifa Naji                 |  | DVG   | Conseillère municipale des Ulis                                                      |  |
| Canton des Ulis                     | Olivier Thomas              |  | DVG   | Maire de Marcoussis                                                                  |  |
| Canton de Vigneux-sur-Seine         | Samia Cartier               |  | LR    | Conseillère municipale de Vigneux-sur-Seine                                          |  |
| Canton de Vigneux-sur-Seine         | François Durovray           |  | LR    | Ancien maire de Montgeron Président du conseil départemental de l'Essonne            |  |
| Canton de Viry-Châtillon            | Jérôme Bérenger             |  | LR    | Maire-adjoint de Viry-Châtillon                                                      |  |
| Canton de Viry-Châtillon            | Sylvie Gibert               |  | MoDem | Conseillère municipale d'opposition de Grigny                                        |  |
| Canton d'Yerres                     | Martine Sureau              |  | DLF   | Conseillère municipale de Brunoy                                                     |  |
| Canton d'Yerres                     | Olivier Clodong             |  | DLF   | Maire de Yerres                                                                      |  |